# Polytrichadelphus ciferrii
Polytrichadelphus ciferrii là một loài rêu trong họ Polytrichaceae. Loài này được Herzog & Giacom. mô tả khoa học đầu tiên năm 1950.